# Ludòvic Malatesta de Sogliano
Ludòvic Malatesta de Sogliano (Rímini, 1618 - Rimini, 1658) fou fill de Segimon Malatesta de Sogliano. Fou comte de Talamello, senyor de Seguno, Pratolina, Rufiano, Meleto, Sapeto, Cigna, Bucchio, Monteguidi, Pozzuolo Vallenzera, Sassetta i Soasia, i patrici de Rimini.
Per causa de deutes va vendre el comtat de Talamello el 16 de novembre de 1655 juntament amb Seguno, Pratolina, Rufiano, Meleto, Sapeto, Cigna, Bucchio, Pozzuolo Vallenzera, Sassetta, Soasia i 1/10 de Pondo) a la família Pamphili per 5.500 escuts romans; la venda fou confirmada pel Papa Alexandre VII el 22 de desembre de 1655.
Va morir a Rimini l'11 de febrer de 1658. Es va casar amb Olímpia Vidaschi, i va tenir dos fills: Ludòvic (mort infant) i Camillo Giambattista (mort a Coriano el 3 d'octubre del 1739).